# Нугманов, Амир Ильдарович
Амир Ильдарович Нугманов (род. 28 августа 2005, Нижнекамск, Татарстан) — российский хоккеист, нападающий. Мастер спорта России (2024).

## Биография
Встал на коньки в три года. Воспитанник ДЮСШ «Нефтехимик» Нижнекамск, первый тренер был Андрей Мухин, затем тренировался под руководством Виктора Лялина.
В сезоне 2022/23 дебютировал в команде МХЛ «Реактор». 9 октября 2023 года был обменян в СКА, стал играть за «СКА-1946» в МХЛ. 24 января 2024 года в домашнем матче с «Барысом» (7:0) дебютировал в КХЛ.